# Mas de la Torre Gran
La Torre Gran és un mas fortificat al municipi de Torroella de Montgrí (Baix Empordà) declarat bé cultural d'interès nacional. En la zona existent entre Torroella de Montgrí i l'Estartit hi ha un conjunt de masos fortificats destinats a la vigilància i defensa contra els possibles atacs provinents del mar. La Torre Gran data segurament dels segles XVI-XVII, i es troba integrada a la masia, que correspon al mateix període constructiu. Actualment el conjunt és el centre de la urbanització turística de la Torre Gran.
La torre Gran, situada en la zona compresa entre Torroella i l'Estartit, és la de dimensions més notables de tota la zona, d'aquí el seu nom. Té 18 metres d'altura i 25 metres de perímetre. La seva planta és circular, atalussada i aixecada damunt una base. Té quatre pisos coberts amb volta. Les obertures són allandades, emmarcades amb carreus regulars, i algunes conserven a la part inferior les espitlleres per arma de foc. Els murs tenen més d'un metre de gruix. El coronament conserva restes de merlets. A la part superior de la torre hi ha les restes d'una petita torratxa, molt malmeses. L'aparell emprat en la construcció és de pedres de dimensions diverses però col·locades amb una certa regularitat en filades horitzontals.